# Agence de renseignements extérieurs de la Pologne
L’Agence de renseignements extérieurs (AW ou en polonais Agencja Wywiadu) est un service de renseignements polonais créé le 24 mai 2002. Issue de l’ex-Office de protection de l'État (UOP), elle est placée sous l’autorité directe du président du Conseil des ministres.
Chargé de la protection extérieure de l’État, ce service recherche, collecte et analyse des informations pouvant être vitales pour la sécurité, le rang international et les intérêts économiques de la République de Pologne. Il participe à la lutte contre le terrorisme international. Il assure la protection des ambassades et locaux diplomatiques polonais ainsi que de leurs communications chiffrées par voie téléphonique ou électronique. L’AW est dirigée par le général de brigade Maciej Hunia (pl) depuis le 7 juin 2008.